# Josip Bizjak
Josip Bizjak, slovenski glasbenik, * 10. marec 1884, Trst, † (?) oktober 1966, Beograd.  

## Življenje in delo
Glasbi in umetnosti se je posvetil kot amaterki delavec, čeprav je v Parizu nekaj časa študiral balet in moderni ples. Leta 1906 se je vrnil v Trst. Tu je pridobljene izkušnje in znanje prenesel na oder. Organiziral je več plesnih in glasbenih prireditev. Med drugimi je leta 1913 z dvema skupinama baletk in plesalcev predstavil ples »Lutke« v tržaškem Narodnem domu in španski ples »castellas« v čitalnici pri Sv. Jakobu. Tudi po koncu 1. svetovne vojne je nadaljeval z glasbenim delom, predvsem z dirigiranjem slovenskim glasbenim ansamblom. leta 1925 se je zaradi fašističnega pritiska izselil v Jugoslavijo. V Beogradu je do leta 1939 sodeloval pri združenju slovenskih emigrantov iz Julijske krajine. Pripravljal je prireditve in nastope zborov, orkestrov pa tudi zahtevne koncerte.